# 鵜沼西町
鵜沼西町（うぬまにしまち）は、岐阜県各務原市の地名。現行行政町名は鵜沼西町一丁目から鵜沼西町四丁目。

## 地理
各務原市の東部の鵜沼地区に位置する。町域の東部は鵜沼東町、鵜沼南町、緑苑南、西部は松が丘、鵜沼羽場町、鵜沼真名越町、南部は鵜沼古市場町、北部はつつじが丘、鵜沼大安寺町に接する。
町域にはJR高山本線、名古屋鉄道各務原線が通過する。
地名は江戸時代、中山道鵜沼宿の大安寺川の西の町筋を「西町」と呼称したことに因む。かつては鵜沼町西町区であった。
道路
- 旧・中山道（鵜沼宿街道）
- 国道21号（鵜沼バイパス・坂祝バイパス）
- にんじん通り
- 伊木山通り

## 歴史
この地域は鵜沼町を構成する古くからの集落の一つであり、西町区とも称していた。
この地域一帯が鵜沼土地改良区南第一工区として区画整理され、1972年（昭和47年）12月25日、鵜沼の一部をもって鵜沼西町を設置する

## 世帯数と人口
2024年（令和6年）10月1日現在の世帯数と人口は以下の通りである。
| 丁目           | 世帯数  | 人口    |
| -------------- | ------- | ------- |
| 鵜沼西町一丁目 | 323世帯 | 834人   |
| 鵜沼西町二丁目 | 144世帯 | 360人   |
| 鵜沼西町三丁目 | 23世帯  | 51人    |
| 鵜沼西町四丁目 | 129世帯 | 344人   |
| 計             | 619世帯 | 1,589人 |

## 小・中学校の学区
市立小・中学校に通う場合、学区は以下の通りとなる。
| 番・番地等 | 小学校                   | 中学校               |
| ---------- | ------------------------ | -------------------- |
| 全域       | 各務原市立鵜沼第一小学校 | 各務原市立鵜沼中学校 |

## 交通
- 各務原市ふれあいバス鵜沼線、東西線朝夕便
- 名鉄各務原線鵜沼宿駅

## 主な施設
- 中山道鵜沼宿
  - 中山道鵜沼宿町屋館（旧旅籠絹屋）
  - 中山道鵜沼宿脇本陣
  - 宇留摩庵
  - 菊川酒造本蔵・豆蔵・一号倉庫・二号倉庫
  - 坂井家住宅主屋・門・塀・土蔵
  - 安田家住宅主屋
  - 梅田家住宅主屋・離れ
  - 茗荷屋梅田家住宅主屋・離れ・塀・土蔵
- 各務原市立鵜沼第一小学校
- 各務原警察署鵜沼交番
- 名鉄各務原線鵜沼宿駅
- イオンタウン各務原鵜沼
- 平和堂うぬま店
- MEGAドン・キホーテ鵜沼店
- 翠池
- 二ノ宮神社
  - 二ノ宮神社古墳
- 白山神社